# Kayagum
El kayagum es un cordófono de cítara de caja de cuerda pulsada tradicional de Corea que se utiliza en una variedad de géneros cortesanos y folclóricos como conjunto, acompañamiento vocal e instrumento solista. El gayageum se conoce como el instrumento nacional de Corea.

## Historia

### Origen
Gayageum deriva de la antigua palabra “gayago”, formada por “Gaya”, el nombre del territorio del que tradicionalmente se cree que proviene el instrumento y “go”, término en coreano que se utilizaba para referirse a un instrumento de cuerda.
Existe una historia de carácter casi folclórico sobre el origen del gayageum. Siguiendo la información proporcionada por la versión en español de la KBS, la historia es la siguiente:

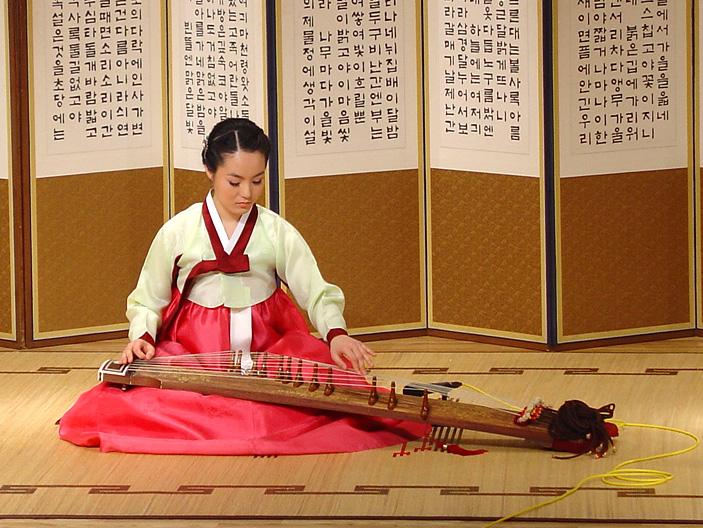
Intérprete de gayageum

De acuerdo con la “Historia de los Tres Reinos” o Samguk Sagi (publicada en 1145), el gayageum fue inventado por el rey Gasil de Gaya. La Confederación Gaya (42-532 d. C.) era un territorio situado en el sur de Corea, entre los reinos de Silla y Baekje. El rey inventó el instrumento con el propósito de que ayudara a unir a la gente con la música más que con las palabras. Conviene tener en cuenta que en esa época existían diferentes variantes del idioma coreano que eran ininteligibles entre sí. El rey ordenó al músico de la corte Ureuk que compusiera melodías para el nuevo instrumento. De este modo, el músico compuso un total de doce piezas musicales, una por cada tribu. Ante el inminente peligro para Gaya de caer en manos de su poderoso vecino de la frontera oriental, el Reino de Silla (Gaya sería anexionado por este reino en el año 532), Ureuk desertó a este reino y se llevó consigo el gayageum. El rey Jinheung de Silla recibió a Ureuk, pese a la oposición de sus ministros a la introducción de la música de Gaya en su reino. Finalmente, los músicos de Silla revisaron las melodías de su reino vecino y las transformaron en cinco piezas, más cortas y acordes al gusto de Silla.
Más allá de la historia tradicional, existen varias figuras de cerámica de la Dinastía Silla (57 a. C.-935 d. C.) que representan varios gayageum, como una imagen de instrumentos musicales que aparecen en una vasija de barro de cuello largo llamada "janggyeongho", que se descubrió en Hwangnam-dong, Gyeongju, en 1975. Sin embargo, la evidencia más clara de su uso son cuatro gayageum intactos encontrados en el famoso “Tesoro Shosoin” del siglo IX que se halla en el templo Todai-ji de Nara. Probablemente llegaran como regalo de alguna misión diplomática coreana.
El gayageum sufrió varias modificaciones a lo largo de su historia, como las que experimentó a finales del siglo XIX para adaptarlo al género musical del sanjo, o las del siglo XX, para permitir un mayor virtuosismo musical del instrumento y que pudiera tocar música más moderna y occidental.

## Características y tipos
Tal y como se dijo al principio, el gayageum se trata de un cordófono de cítara de caja de cuerda pulsada. Consiste en una caja de resonancia de madera de paulonia de superficie convexa y que habitualmente mide 160 cm de largo y 30 cm de ancho. Posee doce cuerdas (aunque su número puede variar en función del tipo de gayageum) de seda en los modelos más tradicionales y de metal o poliéster en los más modernos que recorren la caja de resonancia de extremo a extremo. Dichas cuerdas están sostenidas por unos puentes móviles llamados “anjok”, que significa “pata de ganso salvaje”.  Estos puentes se desplazan a menudo para modificar la afinación del cordófono.
El gayageum está relacionado con el guzheng chino (del que se cree que deriva), el koto y el wagon japoneses y el geomungo coreano, con el cual no conviene confundir.
Existen diferentes versiones del gayageum. Aquí se describirán brevemente las más importantes de acuerdo con el Centro Nacional de Gugak:

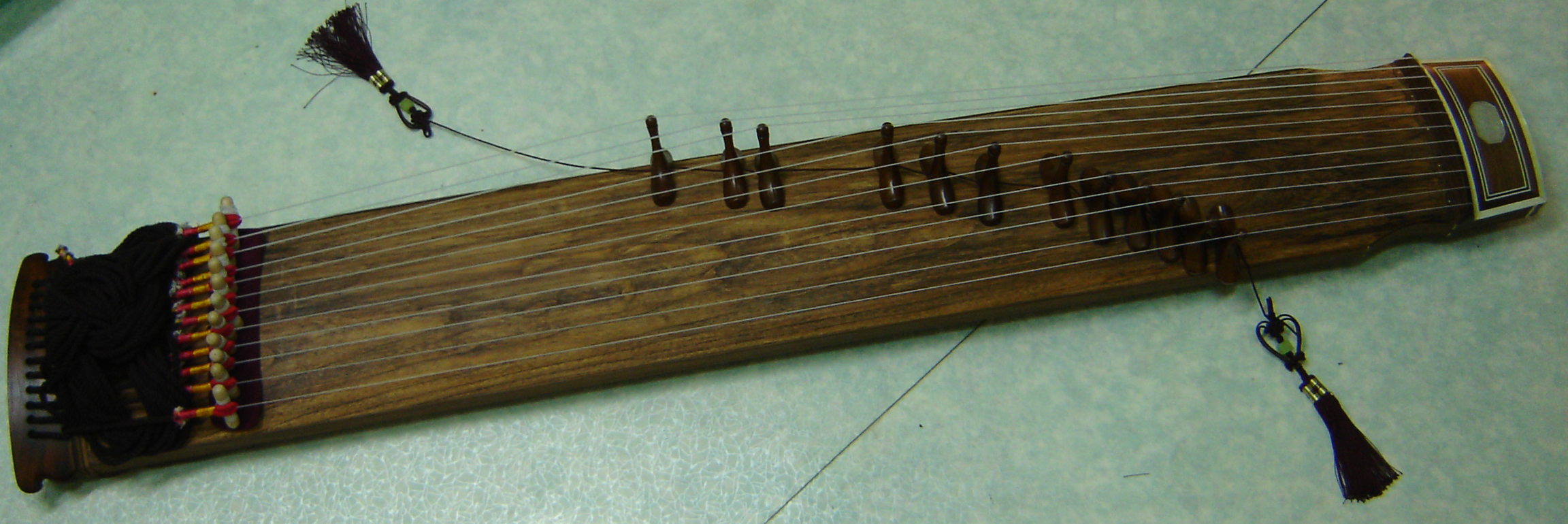
Gayageum sanjo

Los gayageum se pueden clasificar en función del número de cuerdas: 12, 18 o 25; sus tonos: alto, medio y bajo; y de acuerdo con la textura de sus cuerdas, como en el caso de los instrumentos con cuerdas de seda o con dispositivos electrónicos acoplados.
Gayageum Pungyu
Es la variante más antigua y tradicional de la cítara. Debido a la gran separación de sus cuerdas resulta complicado utilizarla para interpretaciones musicales virtuosísticas de gran complejidad técnica. En su lugar, se usa para tocar melodías de menor velocidad, como la música de corte de la Dinastía Joseon (1392-1910).
Gayageum Sanjo
A diferencia de la versión antes mencionada, el gayageum sanjo tiene un menor espacio entre las cuerdas, lo que permite ejecutar un mayor número de notas con un menor esfuerzo. Tal y como indica su nombre, se utiliza para la interpretación de la música del género sanjo. El sanjo es un género musical folclórico de Corea que se desarrolló a partir de 1890 para este mismo instrumento. Las piezas de sanjo están dirigidas a un instrumento solista y tienen tiempos rápidos y lentos, y abundantes pasajes para expresar una amplia gama de emociones extremas y pasivas. A menudo, el solista está acompañado de un percusionista que toca un tambor llamado janggu y realiza exclamaciones espontáneas. El gayageum sanjo permitió un mayor protagonismo a la mano izquierda, la cual se encarga de producir varios efectos de sonido al presionar las cuerdas.
Gayageum de 18 cuerdas
Es un instrumento modificado para que produzca un sonido más audible y se adapte a los escenarios modernos. Está afinado en la escala pentatónica (típica de Oriente) y tiene cuerdas sintéticas.
Gayageum de 25 cuerdas
A diferencia de su homólogo de 18, el gayageum de 25 cuerdas está afinado en la escala heptatónica (típica de Occidente). Este modelo se inventó en Corea del Norte y está pensado para usar en conciertos con orquestas occidentales u orquestas tradicionales coreanas que emplean sistemas armónicos. A consecuencia del gran número de cuerdas, esta variante permite tocar sonidos armónicos y arpegios con las dos manos.
El gayageum de cuerdas metálicas y los gayageum de tono bajo, medio y alto
El gayageum de cuerdas metálicas está basado en el gayageum sanjo, pero con las cuerdas de metal. Está pensado para acompañar músicas de danza por la mayor duración del sonido y por mantener la calidad
Los gayageum de tono bajo, medio y alto se diseñaron con el propósito de tocar en tríos piezas para gayageum de diferentes rangos musicales. Así, el gayageum de rango medio utiliza cuerdas de seda y el gayageum de rango alto utiliza cuerdas de poliéster. El gayageum de rango corto, por su parte, tiene una gran caja de resonancia y cuerdas más gruesas para producir sonidos graves.
El gayageum electrónico
Es un gayageum normal, pero con elementos electrónicos adheridos con el fin de amplificar el sonido del instrumento. No se utiliza con mucha frecuencia y está rodeado de polémica porque el sonido que oye el público es el resultado de la intervención de componentes electrónicos y no naturales.

## Interpretación y usos

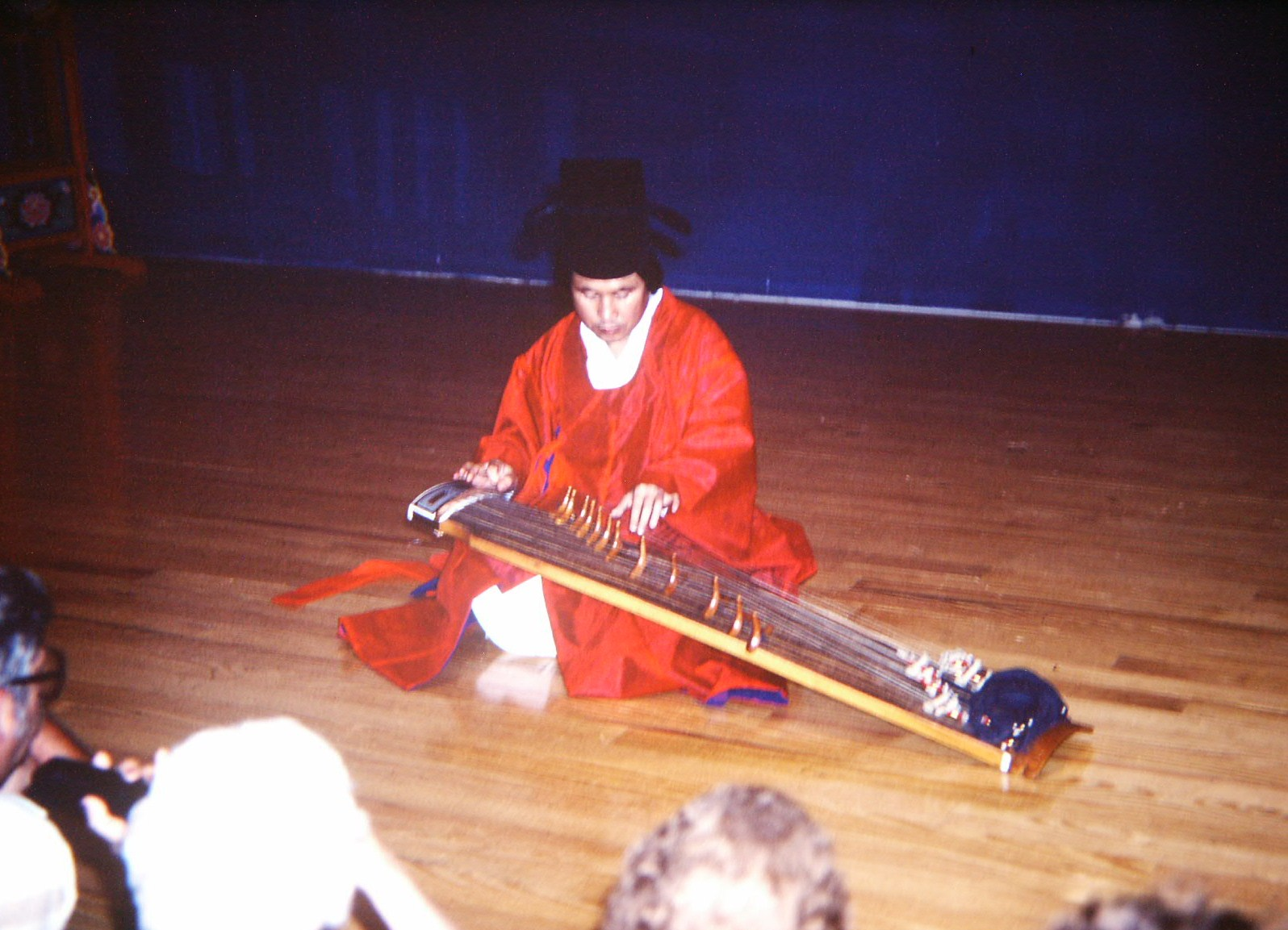
Gayageum pungyu (intérprete vistiendo con la indumentaria de los músicos de la corte de Joseon)

De forma resumida, para tocar esta clase de cítara coreana, el intérprete se sienta en el suelo y apoya un extremo del instrumento en la rodilla derecha, mientras que el otro extremo se apoya en el suelo.  En ocasiones, el intérprete se sienta en una silla cuando el gayageum se coloca en un atril especial. La mano derecha se utiliza para tocar las notas de la melodía y la mano izquierda para producir efectos especiales de sonido al presionar las cuerdas, como el vibrato amplio que se utiliza con frecuencia en la música coreana.
El gayageum es un instrumento que en su forma original no tiene mucha sonoridad, de ahí que haya sufrido tantas modificaciones y que sea importante tener en cuenta la acústica de los escenarios en los que se va a utilizar.
Hoy en día, el gayageum se utiliza para acompañar o ser protagonista en diversos géneros musicales tradicionales coreanos, como el ya mencionado sanjo o la música de corte coreana. Es muy frecuente que este instrumento se utilice como solista para composiciones musicales contemporáneas con orquestas occidentales o de instrumentos coreanos que tocan en base al sistema occidental, pero que retienen elementos de carácter folclórico. El uso del gayageum es cada vez más diverso y se puede utilizar hasta para hacer versiones de temas musicales de rock o pop, como hace la popular youtubera Luna Lee. Intérpretes famosos del gayageum son Hwang Byungki (1936-2018) y Han Terra (nacida en 1982).